# Südasiatische Vereinigung für regionale Kooperation
Die Südasiatische Vereinigung für regionale Kooperation (auch Südasiatische Wirtschaftsgemeinschaft) (von englisch South Asian Association for Regional Cooperation) (SAARC) wurde am 8. Dezember 1985 in Dhaka (Bangladesch) gegründet und hat ihren Sitz in der nepalesischen Hauptstadt Kathmandu. Gründungsmitglieder sind Indien, Pakistan, Bangladesch, Nepal, Sri Lanka, Bhutan und die Malediven. Im April 2007 trat Afghanistan auf dem Gipfeltreffen in Neu-Delhi der Organisation bei. Die Volksrepublik China, Japan, die Europäische Union, Südkorea, die Vereinigten Staaten von Amerika und die Islamische Republik Iran besitzen Beobachterstatus.
Ihr Ziel ist die Kooperation in wirtschaftlichen und technischen Angelegenheiten, insbesondere Koordination in den Gebieten von Zöllen und grenzüberschreitendem Handel. Es bestehen Kooperationsprogramme für Landwirtschaft und Umweltschutz. Politische Probleme bleiben wegen des Kaschmir-Konflikts meist ausgeklammert. Kernstück der wirtschaftlichen Zusammenarbeit ist die Südasiatische Vorzugshandelsvereinbarung (South Asian Preferential Trade Arrangement; SAPTA). Ziel dieser Vereinbarung ist die Liberalisierung des regionalen Handels durch den Abbau von Handelshemmnissen und eine verstärkte Zusammenarbeit. Bisher betrug der Handel zwischen SAARC-Ländern lediglich 4 Prozent ihres gesamten Außenhandels. Langfristiges Ziel ist die Schaffung einer südasiatischen Freihandelszone (South Asian Free Trade Area; SAFTA), die dann 1,6 Milliarden Verbraucher und damit rund ein Fünftel der Weltbevölkerung umfassen wird. Mit der SAARC entstand eine Regionalorganisation, die sich durch Asymmetrie und Heterogenität auszeichnete. Drei von vier Einwohnern der Mitgliedsstaaten leben in Indien, zudem umfasst Indien 72 Prozent der Gesamtfläche Südasiens und sein Anteil am Bruttosozialprodukt der Region liegt bei mehr als 75 Prozent.
Seit dem letzten SAARC-Gipfeltreffen (2014 in Kathmandu) ist es nicht gelungen, ein weiteres durchzuführen. Dass auch am Rande der UN-Generalversammlung 2022 kein Treffen der Außenminister stattfand, wird als Zeichen einer abnehmenden Handlungsfähigkeit und sinkenden Bedeutung der Organisation gesehen. Schwierigkeiten und gegenseitige Blockaden werden u. a. auf die Spannungen zwischen den Mitgliedsstaaten Indien und Pakistan zurückgeführt; ungeklärt ist bislang auch die Frage, ob Afghanistan im März 2023 den Posten des Generalsekretärs besetzen wird, was traditionsgemäß geschehen sollte, was andere Mitgliedsstaaten jedoch angesichts der Herrschaft der Taliban als problematisch betrachten.

## Mitgliedstaaten

### Mitglieder
- Bangladesch (1985)
- Bhutan (1985)
- Indien (1985)
- Malediven (1985)
- Nepal (1985)
- Pakistan (1985)
- Sri Lanka (1985)
- Afghanistan (2007)

### Beobachter
- Angola
- Australien
- Bahrain
- Volksrepublik China (2005)
- Katar
- Kuwait
- Japan (2005)[2]
- Europäische Union (2006)[2]
- Mauritius[3]
- Myanmar
- Oman
- Saudi-Arabien
- Südkorea (2006)[2]
- Vietnam
- Vereinigte Arabische Emirate
- Vereinigte Staaten (2006)[2]
- Iran (2007)[4]

(Quelle):

### Zukünftige Mitglieder
- Die Volksrepublik China hat ihr Interesse an einer Vollmitgliedschaft bekundet.[6] Während Pakistan und Bangladesch diesen Wunsch unterstützen, ist Indien hingegen sehr ablehnend und Bhutan unterhält nicht einmal diplomatische Beziehungen zur VR China.[7] Auf dem 14. Gipfeltreffen in Dhaka 2005 stimmte Indien immerhin dafür, die VR China zusammen mit Japan als Beobachter aufzunehmen. Auf dem folgenden Treffen in Neu-Delhi erhielt der Antrag der VR China auf Vollmitgliedschaft Unterstützung von Pakistan, Bangladesch und Nepal.[8][9][10]

- Myanmar hat ebenfalls Interesse an einer Vollmitgliedschaft, was zurzeit aber von Indien abgelehnt wird.[11]

- Iran grenzt an zwei Mitgliedsländer der SAARC und hat traditionell sehr starke kulturelle, wirtschaftliche und politische Beziehungen zu Afghanistan, Indien und Pakistan. Am 22. Februar 2005 erklärte der iranische Außenminister Kamal Charrazi, dass sein Land an einer Mitgliedschaft interessiert sei. Aufgrund des Iranischen Atomprogramms scheint eine Mitgliedschaft vorerst aber eher unwahrscheinlich. Am 3. März 2007 beantragte der Iran eine Mitgliedschaft als Beobachter, was auf dem Gipfeltreffen der SAARC am 3. April 2007 in Neu-Delhi bewilligt wurde.[12]

- Russland äußerte den Wunsch, der SAARC als Beobachter beizutreten. Indien unterstützt diesen Wunsch.[13][14]